# الم لوشاه علی
الم لوشاه علی یک منطقهٔ مسکونی در ایران است که در استان اردبیل واقع شده‌است. براساس سرشماری مرکز آمار ایران در سال ۱۳۹۵، الم لوشاه علی ۶۶ نفر جمعیت دارد.